# Железная дорога Дуррес — Тирана
Железная дорога Дуррес — Тирана (алб. Hekurudha Durrës–Tiranë) — железнодорожная линия, которая первоначально соединяла два крупнейших города Албании: Дуррес и Тирану. Линия соединяется с железной дорогой Шкодер — Ворэ на пути в Воре и с железной дорогой Дуррес — Влёра в Дурресе.
По состоянию на сентябрь 2013 года конец линии в Тиране был демонтирован, поскольку столичная станция была снесена, чтобы освободить место для удлинения главного бульвара Тираны. В результате пассажиры Тираны должны были сначала использовать станцию Воре в 2013 году, а затем отремонтированную станцию Кашар в мае 2015 года. Участок линии Кашар — Тирана был заменен автобусным сообщением.
Линия Дуррес — Тирана была построена в 1948—1949 годах исключительно благодаря работе добровольцев и стала второй пассажирской железной дорогой в Албании после линии Дуррес — Пекини, построенной годом ранее.
Руководителем линии является Хекурудха Шкиптаре.

## История
Железная дорога длиной 38 километров, соединяющей два самых важных города Албании, Дуррес и Тирану, была построена в 1948—1949 годах и стала второй пассажирской железной дорогой в Албании. Годом ранее была открыта железная дорога, соединяющая Дуррес и Пекини, её строительство началась в 1940 году.
Работы начались на станции Шкозет (близ Дурреса) 11 апреля 1948 года. В строительстве железной дороги приняли участие 29 000 молодых людей из Профсоюза рабочей молодежи Албании и 1400 квалифицированных технических специалистов со всей страны. Кроме того, в строительстве участвовали молодые волонтеры, присланные из молодежных секций компартий Болгарии и Югославии. Во время албанско-югославского раскола в 1948 году югославских добровольцев, особенно инженеров, обвинили в саботаже. Работы продолжались под руководством советского инженера Валерия Гайдарова. Рельсы ввозились из Советского Союза через порт Дуррес. Добровольческие бригады поставили перед собой цель закончить железную дорогу к 31-й годовщине Красной Армии, 23 февраля 1949 года, и цель была успешно достигнута.
Двумя наиболее важными объектами при строительстве линии стали тоннель Ррашбулл длиной 212 метров и мост Эрзен длиной 91 метр. Строительство моста было завершено 16 октября 1948 года, в день 40-летия тогдашнего премьер-министра Энвера Ходжи. Туннель был пройден болгарской молодежной группой под руководством Георги Димитрова, за что по окончании работ была удостоена награды Флаг бригад (алб. Flamuri i Brigadave). Открывал железную дорогу будущий член Политбюро Спиро Колека.

## Авария 2010 года
25 июля 2010 года на железной дороге произошла авария. На рельсах находился полицейский внедорожник, который попал под поезд. В результате полицейскую машину оттащило на большое расстояние за то время, пока останавливался поезд. При этом албанские полицейские не пострадали; более того, они после инцидента на месте обвинили машиниста в том, что он не остановился раньше.

## Планы
В октябре 2016 года должен был начаться тендер на реконструкцию всей линии стоимостью 81,5 миллиона евро.
В 2019 году был объявлен другой тендер.